# Alva (Oklahoma)
Alva è una città della Contea di Woods, in Oklahoma. La popolazione al censimento del 2010 era di 4.945 persone residenti.